# Sasima
Sasima (greco: Σάσιμα) fu un'antica città della Cappadocia, nell'attuale Turchia centro-meridionale, corrispondente all'attuale villaggio di Hasanköy.

## Storia
La città viene citata per la prima volta nel 372 D.C., quando San Basilio di Cesarea, per resistere alle forti pressioni dell'imperatore pagano Valente e al diffondersi dell'eresia ariana, la elevò a sede vescovile. Da allora, Sasima fu sempre sede di un vescovado. Trasformata in fortezza dai Bizantini, la città, nell'831 venne ripetutamente attaccata dagli Arabi, che la denominarono Hasin. L'attuale nome turco della località deriva dal toponimo arabo. Nel 1143, il suo vescovo, Leonzio, venne accusato di essere un eretico bogomilo dal metropolita di Tyana Basilio.